# Jakob Baegert

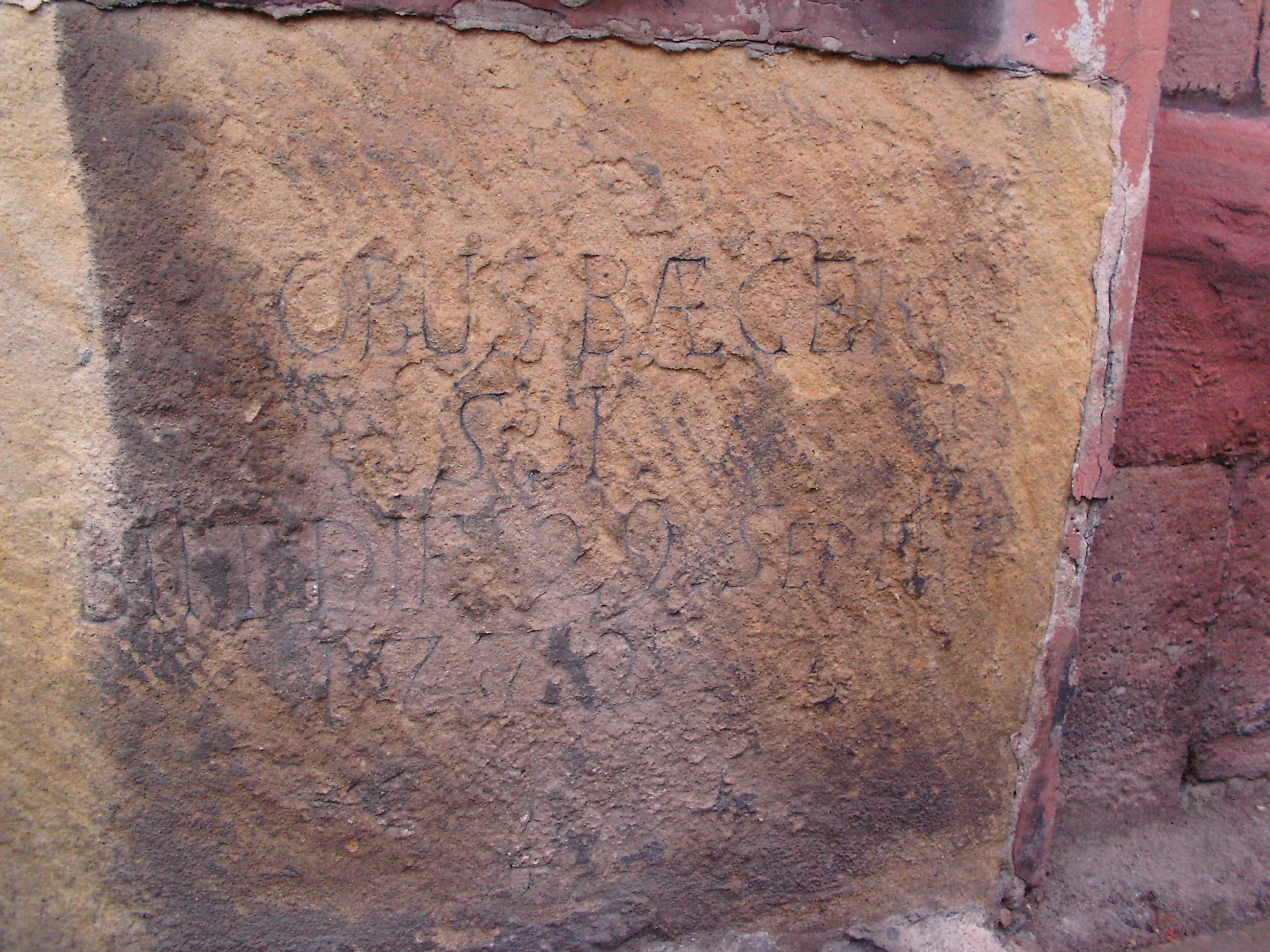
Stark verwitterte Grabplatte Jakob Baegerts in Neustadt an der Weinstraße (2010): „P. JACOBUS BAEGERT S.J., OBIIT DIE 29. SEPT. 1772“

Christoph Johannes Jakob Baegert, auch: Begert (* 22. Dezember 1717 in Schlettstadt; † 29. September 1772 in Neustadt an der Haardt) war ein deutscher Jesuit, Missionar und Verfasser eines bedeutenden ethnologischen Werkes.

## Leben und Wirken

### Herkunft und Ordenseintritt
Jakob Baegert kam als Sohn der im elsässischen Kaysersberg beheimateten Eheleute Johannes Michael Baegert und Maria Magdalena geb. Scheydeck, in Schlettstadt zur Welt. Der Vater übte den Beruf eines Handschuhmachers aus. Als junger Mann trat Baegert am 17. September 1736 zu Mainz in den Jesuitenorden ein und studierte dort Philosophie. Von 1740 bis 1743 lehrte er am Jesuitenkolleg in Mannheim, studierte bis 1747 Theologie in Molsheim und empfing die Priesterweihe.
1747 und 1748 unterrichtete Pater Baegert als Professor in Hagenau. Ende 1748 schickte man ihn nach Bockenheim/Elsass (heute Sarre-Union), wo er sich auf die Entsendung als Amerikamissionar vorbereitete.

### Missionar in Kalifornien
Von Bockenheim brach er am 10. Januar 1749 in die „Neue Welt“ auf. Per Postkutsche reiste der Priester über Ettlingen, Augsburg, Innsbruck und Mailand nach Genua, wo er am 20. März des Jahres eintraf. 10 Wochen später fuhr er über das Mittelmeer nach Cádiz. Am dortigen „Hospitium de las Indias“ erhielt Pater Baegert die letzten Unterweisungen, schiffte sich am 16. Juni 1750 nach Mexiko ein und landete am 23. August in Vera Cruz. Am Collegio San Gregorio in Mexiko-Stadt beschloss er seine ordensinterne Probezeit und reiste am 16. November 1750 nach Kalifornien ab. Über diverse Zwischenstationen erreichte Jakob Baegert am 28. Mai 1751 seine neue Wirkungsstätte in der entlegenen Missionsstation San Luis Gonzaga Chiriyaqui. Hier wirkte er bis zu seiner Vertreibung durch die spanischen Kolonialherren 1767.

### Rückkehr und Tod
Nach dem sogenannten Madrider Hutaufstand (1766) hatte man mit Dekret vom Juni 1767 die Jesuiten aus Spanien und dessen Kolonien ausgewiesen. Auf der Rückreise über Spanien geriet Baegert dort in eine achtmonatige Gefangenschaft. Ab April 1769 wieder in der Heimat, hielt sich der Priester erst kurzfristig in seinem Geburtsort Schlettstadt auf, siedelte aber schon bald nach Neustadt an der Haardt (heute Neustadt an der Weinstraße) über. Dort arbeitete er bis zu seinem Tod als Seelsorger in der von den Jesuiten verwalteten Stiftskirchenpfarrei, wo er besonders als erfahrener Beichtvater, Spiritual der Ordenskommunität, sowie als Lehrer am Jesuitenkolleg wirkte. Pater Baegert wurde in der Jesuitengruft zu Neustadt bestattet, seine einfache Grabplatte bei deren Auflösung, Ende des 19. Jahrhunderts, an die Außenmauer der kath. Marienkirche versetzt. Sie ist an der nordöstlichen Chorseite, unter dem Epitaph von Pfarrer Bernhard Magel eingelassen, aber durch die Witterungseinflüsse inzwischen stark beschädigt und nur noch schwer leserlich.

## Die gedruckten Missionserinnerungen
Hier am letzten Tätigkeitsort, im damals kurpfälzischen Neustadt, verfasste der Priester in Buchform seine Missionserinnerungen aus Kalifornien, welche erstmals 1771 im nahen Mannheim publiziert wurden. Eine 2. Auflage, jedoch ohne Verfasserangabe, überarbeitete Pater Baegert noch selbst. Sie erschien in seinem Todesjahr 1772, ebenfalls zu Mannheim.

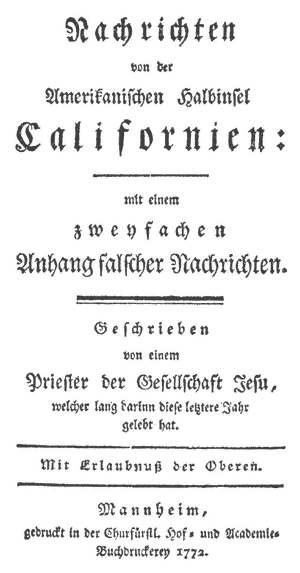
Titelblatt von Jakob Baegerts Kalifornischer Landesbeschreibung.

In diesen stark autobiographischen „Nachrichten von der Amerikanischen Halbinsel Californien“ berichtete er über Land und Leute, besonders auch über die Indianer, deren einfachen Lebensstil er mit offener Sympathie beschrieb. Das Werk enthält auch eine Einführung in die dortige Indianerkultur bzw. -sprache sowie deutsch-indianische Übersetzungen von gängigen Gebeten, außerdem einen Anhang mit Berichtigung weit verbreiteter Vorurteile über Amerika und die Tätigkeit der Missionare.
Pater Baegerts Buch wurde ins Englische und Spanische übersetzt. In Amerika erlebte es mehrere Neuauflagen bzw. Reprints und Auszugsabdrucke, bis in die Gegenwart hinein. Es gilt dort als landeskundlich-heimatgeschichtliches Standardwerk und wird als wichtige geographische, ethnologische, entdeckungs- und missionsgeschichtliche Darstellung gewertet; in seinem Heimatland ist es fast gänzlich vergessen. Lediglich das neuzeitliche Buch Deutsche in der Fremde: Assimilation – Abgrenzung – Integration von Torsten M. Kühlmann und Bernd Müller-Jacquier bringt einige wenige Auszüge, welche sofort erkennen lassen, welch eindrucksvolle historisch-landeskundliche Schilderung hier im Entstehungsland noch auf ihre gebührende Würdigung wartet:

„Die Dornen in Californien belangend ist deren Menge erstaunlich und viele seynd deren Ansehen entsetzlich. Es scheint, dass der Fluch, den Gott nach dem Fall Adams über die Erd hat ergehen lassen, absonderlich Californien betroffen und daselbst seine Wirkung gehabt hat. Es stach mich einstens der Vorwitz und ich gab mir Mühe, die befindlichen Dörner zu zählen, an einem, ein Spannen langen, mitten aus einem Ast oder Arm einer Dornstaude herausgeschnittenen und einem guten Faust dicken Stück, und ich zählte deren nicht weniger als tausend sechs hundert und achtzig.“

Die damals in Deutschland noch weitgehend unbekannten Bananen beschreibt der Priester so:

„Die Frucht welche die Spanier in Amerika Plantanos nennen ist gleichsam ein Traub, der bisweilen einen halben Zentner und noch viel mehr wäget. Es giebt deren verschiedene Gattungen und haben einige bis 200 Beerlein an einem Stiel. Diese Beerlein seynd lang und rund, von gleicher Dicke von oben bis unten, gleich einem Cilinder, ausgenommen dass beyde Endschaften ein wenig zugespitzt seynd. Alle Beerlein an der nämlichen Traube seynd von gleicher Dicke und Länge. Es giebt aber deren, welche nur ein Drittelspann und andere, die anderthalb Spannen lang seynd und fast armdick und hierin bestehet die Verschiedenheit deren Plantanos, obwohl auch einige geschmackiger seynd als die andere. Die Frucht oder das Fleisch liegt unter einer zimlich dicken aber zarten Schelf, welche man ohne Beschwernus abziehet. Der Traub wird grün und noch hart abgebrochen und nachdem er einige Wochen zu Haus gehangen oder gelegen, wird die Schelf gelb und ist alsdann die Frucht schon eßbar, wann man ihn aber noch länger liegen oder hangen laßt so wird die Schelf ganz schwarz und das Fleisch goldgelb, wie eine wohlzeitige Quetsch oder ein recht geiler Warenbutter und ist alsdann am besten. Mitten darin von oben bis unten liegt der ganz kleine, schier unsichtbare Samen. Es seynd die Plantanos von gutem Geschmack und süßlicht, liegen aber etwas hart in dem Magen.“

Baegert konstatiert in seinem Bericht auch, dass er während des Aufenthaltes in Kalifornien ca. 500 Skorpione allein in seinem Pfarrhaus erlegt habe und er gibt eigene Erlebnisse mit hier nicht vorkommenden Arten, wie z. B. dem Stinktier zum Besten:

„Ein gar feines Thierlein, an Gestalt dem Eichhörnlein nicht viel ungleich und Sorillo genannt, mit Ehren zu melden, von einem so pestilenzischen, übelriechenden Urin, daß einem in dem Zimmer, wo es ihn aus Angst lassend, wenn man es verjagen will, der Athem aus- und nach einem Monat noch ein Rest des höllischen Gestanks überbleibet.“

Außerdem existiert noch eine Sammlung von kalifornischen Briefen des Jesuitenpaters an seinen Bruder Franz Xaver Baegert, Pfarrer in Dürningen. Die Originale sind in der Stadtbibliothek Straßburg archiviert, in Amerika existiert eine englische Buchausgabe davon.
Pater Baegerts Buch Nachrichten von der Amerikanischen Halbinsel Californien wurde bereits zeitgenössisch in Auserlesene Bibliothek der neuesten deutschen Litteratur, Band 6, erschienen bei der Meyerschen Buchhandlung, Lemgo, 1774 ausführlich rezensiert.

## Erinnerungen an Jakob Baegert
In der alten Missionsstation San Luis Gonzaga Chiriyaqui, im Mexikanischen Bundesstaat Baja California Sur, ist die von Pater Jakob Baegert erbaute Missionskirche erhalten und gilt als wichtiges kulturgeschichtliches Denkmal der Region. Trotz ihrer situationsbedingten Primitivität erinnert die Fassade, mit ihren beiden Türmen und dem dazwischenliegenden Frontgiebel, in ihrer Grundstruktur deutlich an Pater Baegerts Heimatkirche St. Fides, im elsässischen Schlettstadt.
Zu Ehren von Pater Baegert erhielt 1917 die in dieser Gegend entdeckte Unterart einer Meeresschnecke den wissenschaftlichen Namen „Turbonilla Baegerti“.

## Werkauswahl
- Nachrichten von der Amerikanischen Halbinsel Californien. Mannheim 1772 und 1773, neue span. Ausg. Mexiko 1942, engl. Los Angeles 1952. Komplettscan der deutschen Originalausgabe.